# Back from the Grave Volume 10
Back from the Grave Volume 10 è il decimo album della omonima collana di album discografici, pubblicato dalla Crypt Records nel 2014. L'album contiene una selezione di brani di genere garage rock degli anni sessanta. Insieme al precedente Back from the Grave Volume 9, è stato pubblicato anche in un unico CD.

## Tracce
Lato A
1. James Bond & The Agents – Wild Angel – 3:35 (H. Lacroix) – 1965
2. John English III and The Heathens – I Need You Near (John English) – 1965
3. The Four – 69 (George Parks) – 1966
4. The Expressions – Return to Innocence – 1968
5. The Orphans – Without You – 2:37 (Thomas Richards) – 1967
6. The Sires – Don't Look Now (Dean Lowman) – 1966
7. It's Them/TTHHEMM – Baby (I Still Want Your Lovin')

Lato B
1. The Orphans – Hey Gyp – 2:10 (Donovan) – 1967
2. Nobodys Children – Mother's Tin Moustache – 1967
3. South' Soul – Lost – 1968
4. The Hotbeats – Listen (Daniel Rogers, Dennis Rodrigues) – 1966
5. The Hard Times – Mr. Rolling Stone – 2:30 (McCann) – 1966
6. Four More – Problem Child – 2:03 (Jerry Chandler, Ken Chandler) – 1966
7. The Color – Young Miss Larsen
8. GMC and the Arcelles – The Witch